# Szalóc
Szalóc (szlovákul: Slavec) község Szlovákiában, a Kassai kerület Rozsnyói járásában.

## Fekvése
Rozsnyótól 9 km-re délnyugatra, a Sajó jobb partján fekszik. Gombaszög és Vígtelke tartozik hozzá.

## Élővilága

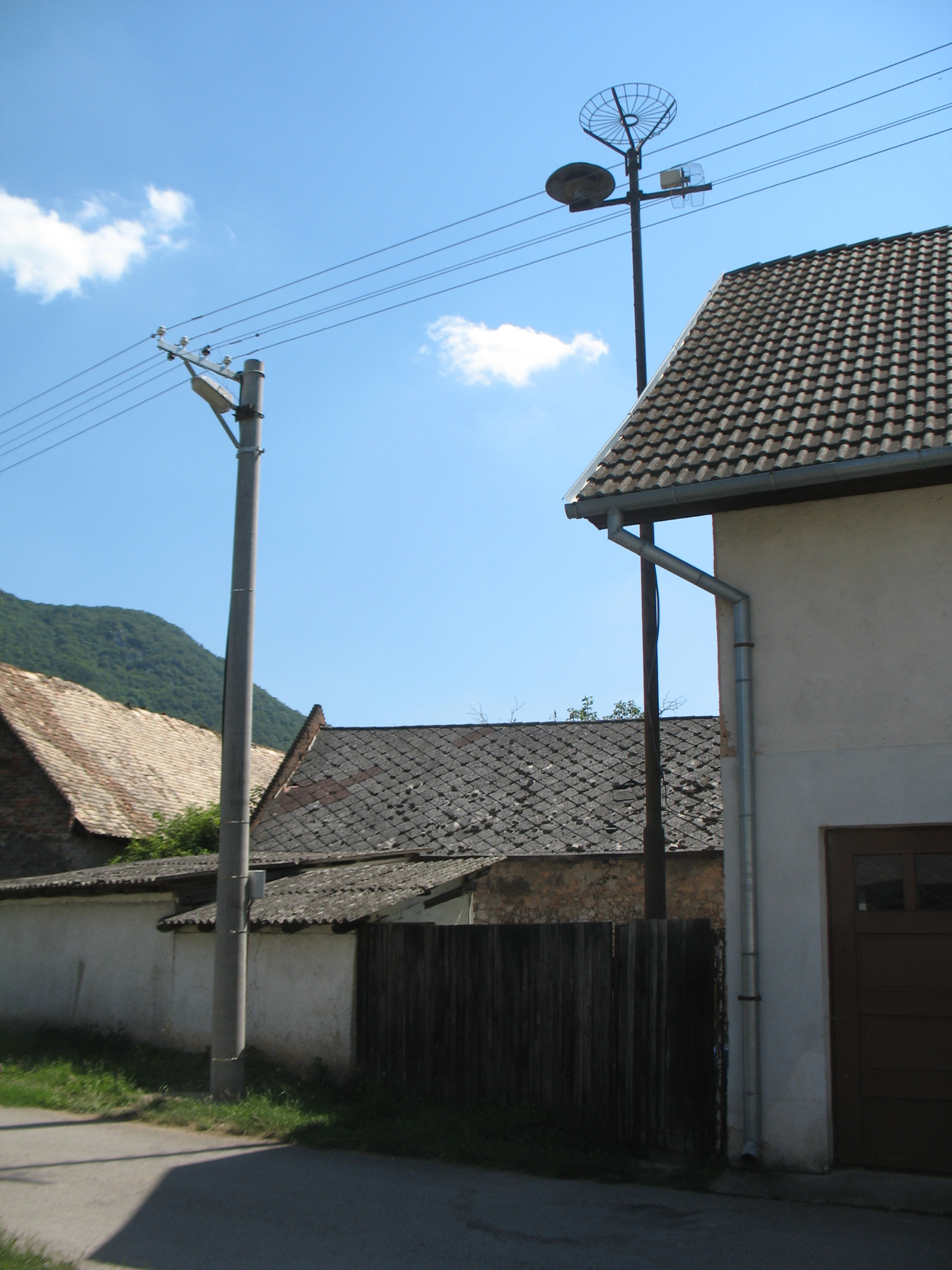

A faluban egy gólyafészek alátét van, fészkelésről nincs adat.

## Története
1243-ban az egri káptalan oklevelében említik először, a Bebek család birtoka volt. 1320-ban „Zalouchhaza", 1351-ben „Zaloukhaza", 1416-ban „Zalowk" alakban említik. A 14. századtól a csetneki uradalom része, majd a Bebek György által 1371-ben alapított gombaszögi pálos kolostor birtoka. A kolostor megszűnése után az Eszterházy, Hámos, Ragályi és Andrássy családok voltak a fő birtokosai. A 18. században vasgyár épült a községben. Lakói a környék vasgyáraiban dolgoztak, vagy szénégetéssel, erdei munkákkal foglalkoztak.
A 18. század végén Vályi András így ír róla: „SZALÓCZ. Magyar falu Gömör Várm. földes Urai több Uraságok, lakosai katolikusok, és reformátusok, fekszik Rozsnyónak szomszédságában, mellynek filiája; határja jól termő, fele hegyes, legelője szoross, fája tűzre van, piatza nem meszsze."
1828-ban 62 házában 439 lakos élt.
A 19. század közepén Fényes Elek eképpen írja le: „Szalócz, magyar falu, Gömör és Kis-Honth egyesült vmegyékben, Rosnyóhoz délre 2 órányira, a pesti postaútban; 63 kath., 376 ref. lak., ref. anyaszentegyházzal. Határa részint termékeny lapály, részint hegyes, legelője csekély; szenet hord a közellévő hámorokba. F. u. h. Eszterházy."
Borovszky monográfiasorozatának Gömör-Kishont vármegyét tárgyaló része szerint: „Szalócz, sajóvölgyi magyar kisközség, 92 házzal és 573 ev. ref. vallású lakossal. E község szintén a Bebek család ősi birtokai közé tartozik. Már 1362-ben szerepel, 1416-ban pedig, a mikor Bebek János a földesura, Zalochaza és Zalowk néven említik. A Bebek család azután, a XV. században, a községet a hozzá tartozó birtokkal a gombaszögi pálosoknak ajándékozta. Később az Eszterházy családé lett, azután a Hámos és a Ragályi családok, végre pedig az Andrássyak kezére került és Andrássy Géza grófnak most is nagyobb birtoka van itt. A község határában kisebbszerű cseppkőbarlang van; ugyancsak itt van a rimamurányi-salgótarjáni vasmű r.-t. vasolvasztója. Az ev. ref. templom már a reformáczió idejében fennállott. 1801-ben átépítették és kibővítették. Az egyház birtokában több, XVI. századbeli ötvösmű van. A községben levő úrilakot a Hámos család építtette s ez most a Csákány Józsefé. A községhez tartozik Gombaszög puszta, mely hajdan külön község és a Bebek család birtoka volt. 1341-ben Bebek György és László a pálosoknak zárdát építettek ide. II. Bebek György 1555-ben a zárdát erősséggé alakította át; de ezt Schwendi Lázár 1566-ban bevette és lerombolta. Szalócz község postája, távírója és vasúti állomása Gombaszög."
1920-ig Gömör-Kishont vármegye Rozsnyói járásához tartozott. 1938 és 1945 között újra Magyarország része volt.
A községben kőbánya működik. A lakosság többsége a mezőgazdaságban dolgozik.

## Népessége
| Év:            | 1994. | 2004.   | 2014.   | 2024.   |
| -------------- | ----- | ------- | ------- | ------- |
| Emberek száma: | 491   | 471     | 460     | 467     |
| Eltérés:       |       | -4,07 % | -2,33 % | +1,52 % |

| Év:            | 2023. | 2024.   |
| -------------- | ----- | ------- |
| Emberek száma: | 459   | 467     |
| Eltérés:       |       | +1,74 % |

1880-ban 616 lakosából 445 magyar, 40 német, 37 szlovák, 56 egyéb anyanyelvű és 38 csecsemő, míg Vígtelke 216 lakosából 190 magyar, 5 német, 3 szlovák, 8 egyéb anyanyelvű és 10 csecsemő volt.
1890-ben 566 lakosából 562 magyar és 2 szlovák anyanyelvű; ugyanakkor Vígtelkét 195 magyar anyanyelvű lakos lakta.
1900-ban 573 lakosa mind magyar anyanyelvű. Vígtelkén 213 magyar anyanyelvű lakos volt.
1910-ben 553 lakosából 533 magyar, 17 szlovák, 3 német, míg Vígtelke 211 lakosa mind magyar anyanyelvű.
1921-ben 534 lakosából 531 magyar és 3 szlovák; Vígtelkén 194 magyar volt.
1930-ban 532 lakosából 462 magyar és 19 szlovák volt. Vígtelkén 202 magyar volt.
1941-ben 524-en lakták, ebből 511 magyar és 1 szlovák; ugyanakkor Vígtelkét 216 magyar lakta.
1991-ben 505-en lakták: 343 magyar és 98 szlovák.
2001-ben 464 lakosából 291 magyar és 136 szlovák volt.
2011-ben 458 lakosából 235 magyar és 157 szlovák.
2021-ben 473 lakosából 224 magyar (47,3%), 201 szlovák, 18 cigány, 2 cseh, 2 ukrán, 26 ismeretlen nemzetiségű.

## Nevezetességei

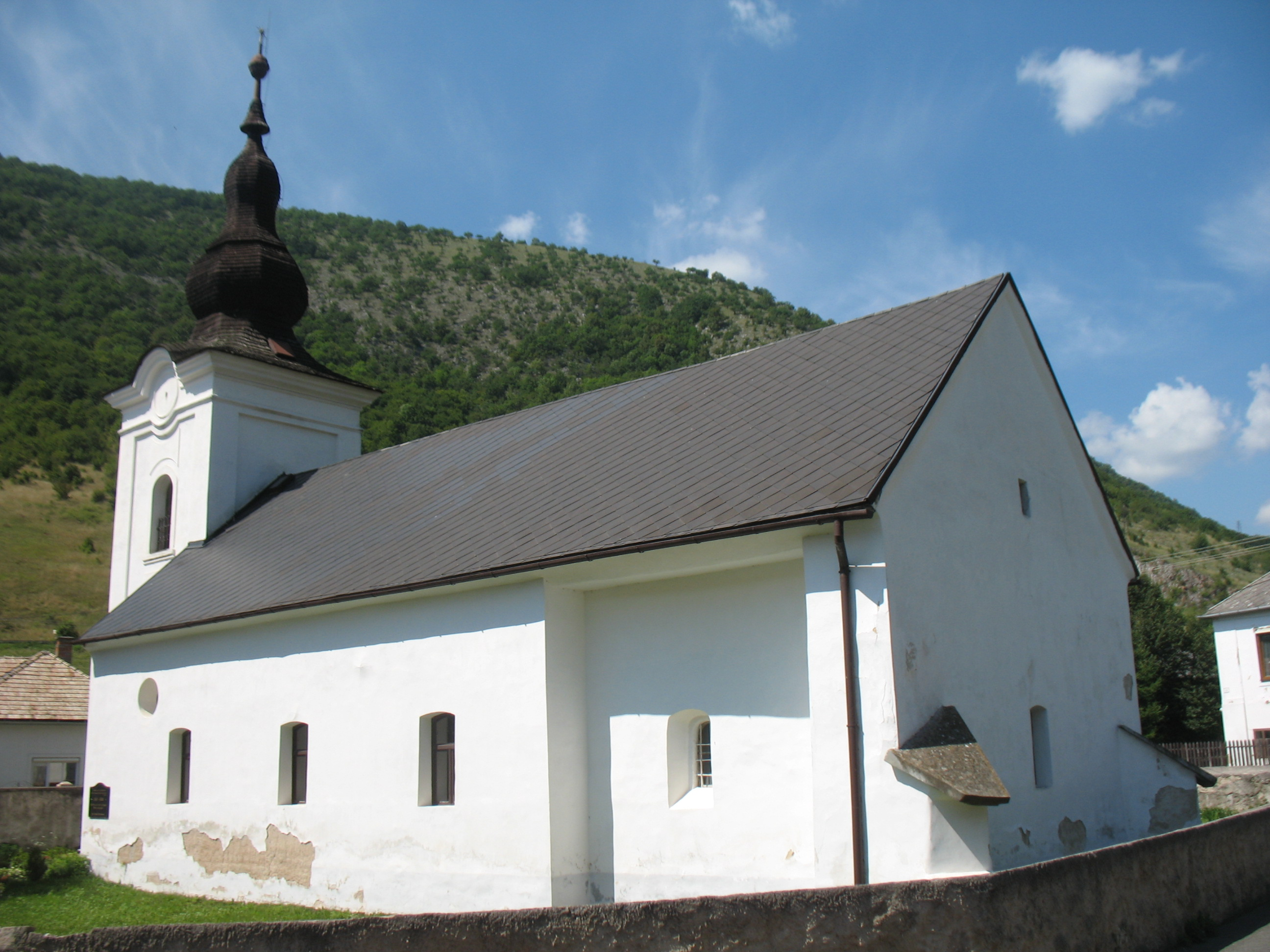
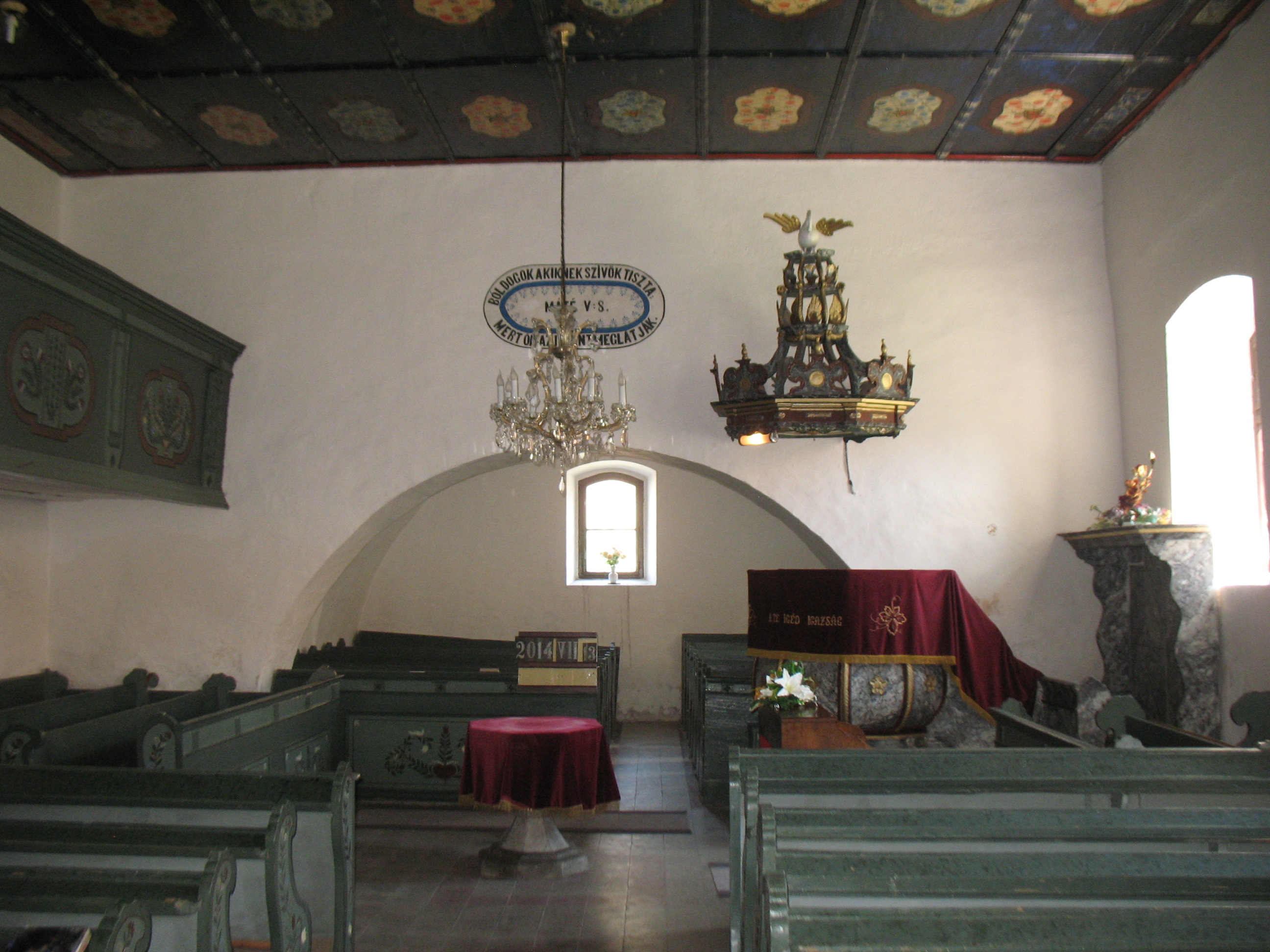
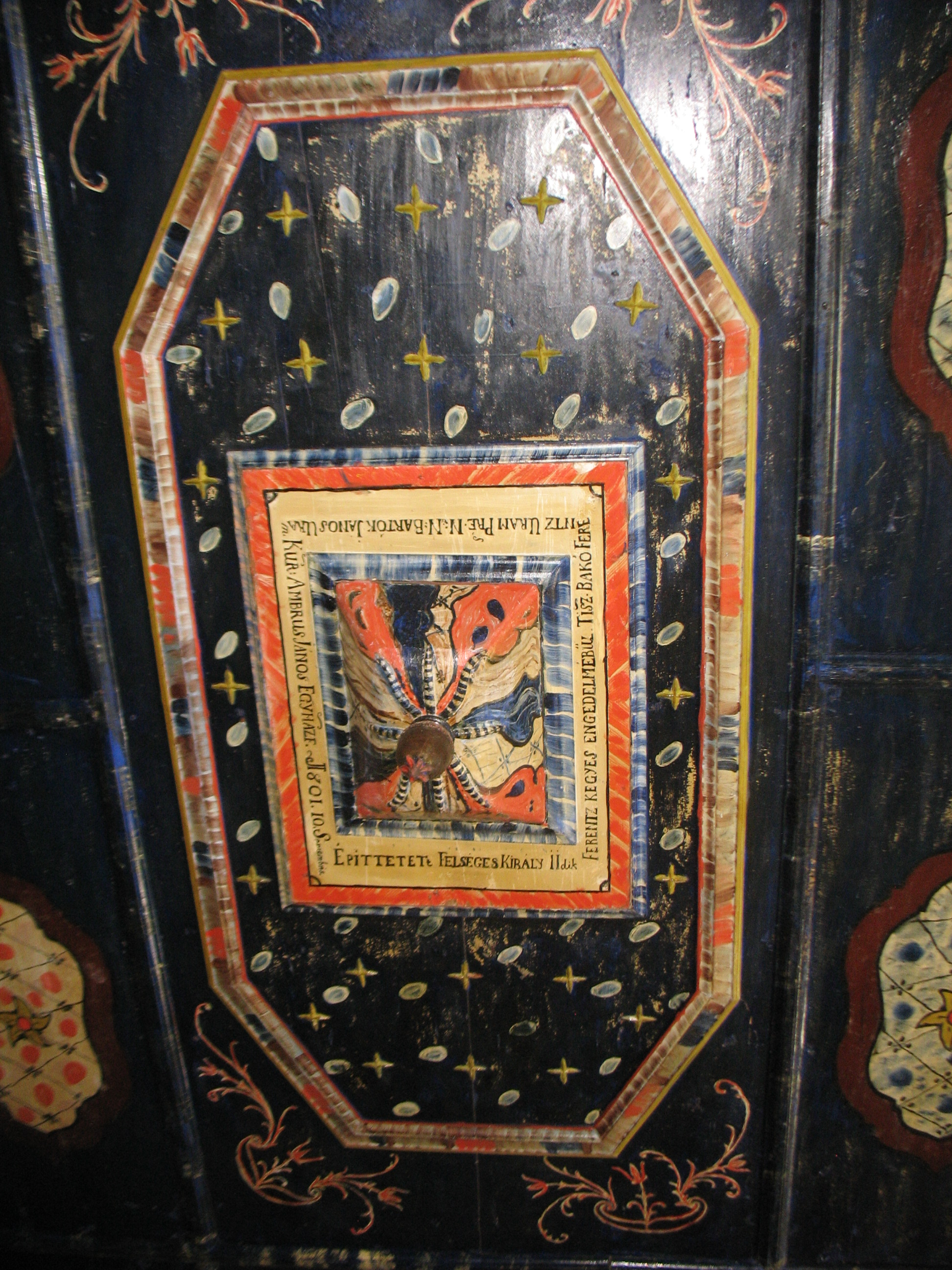
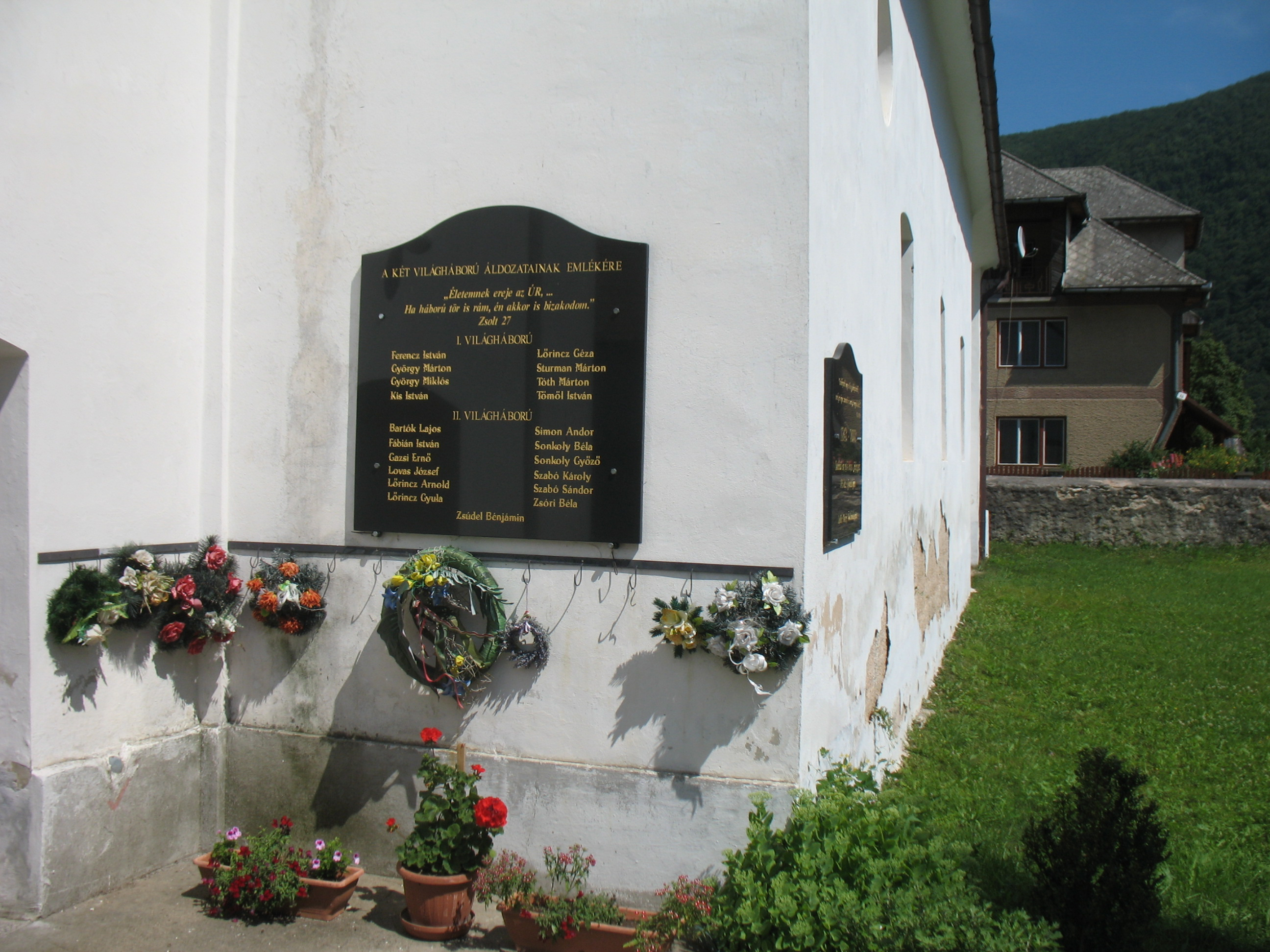
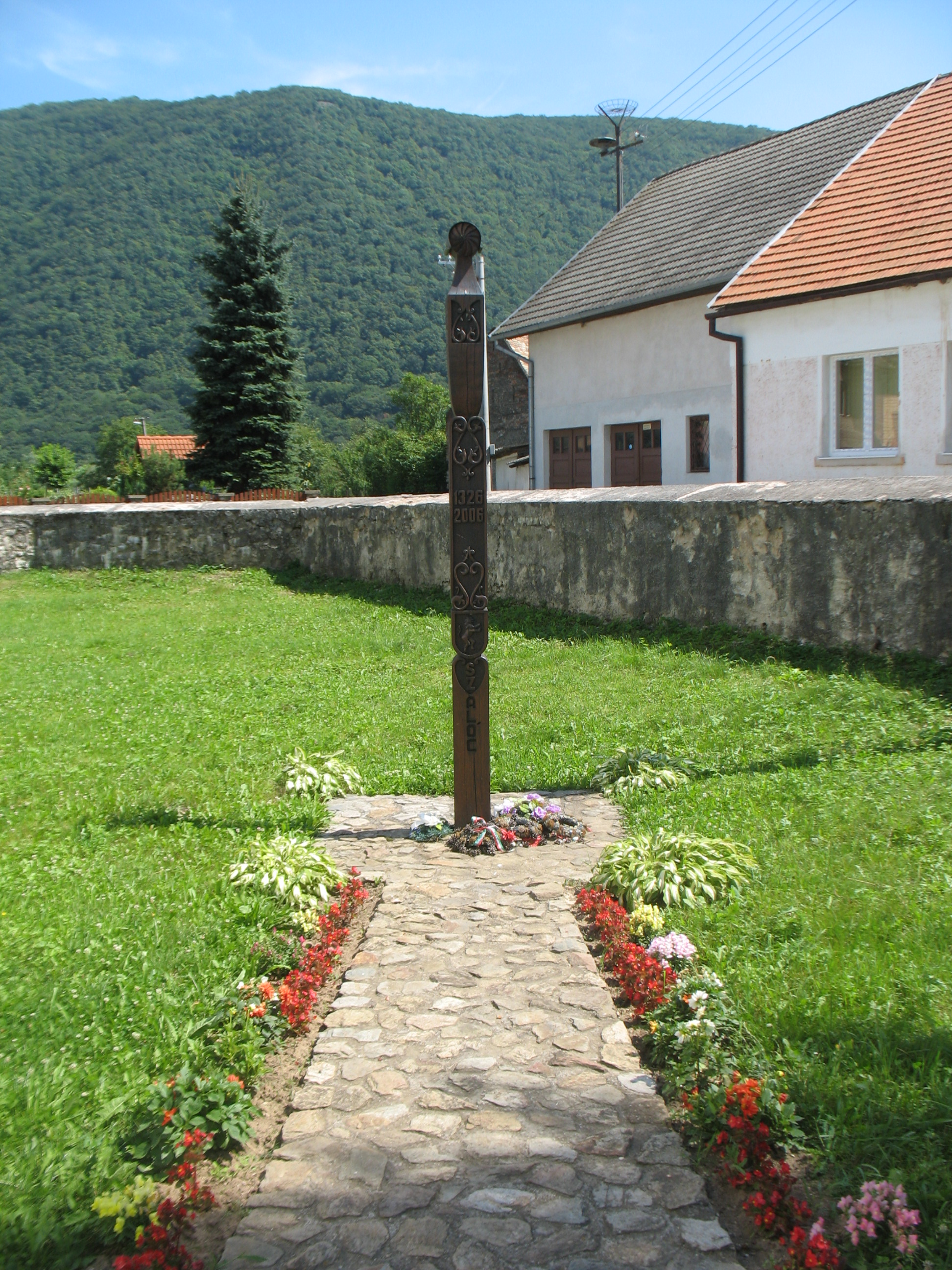
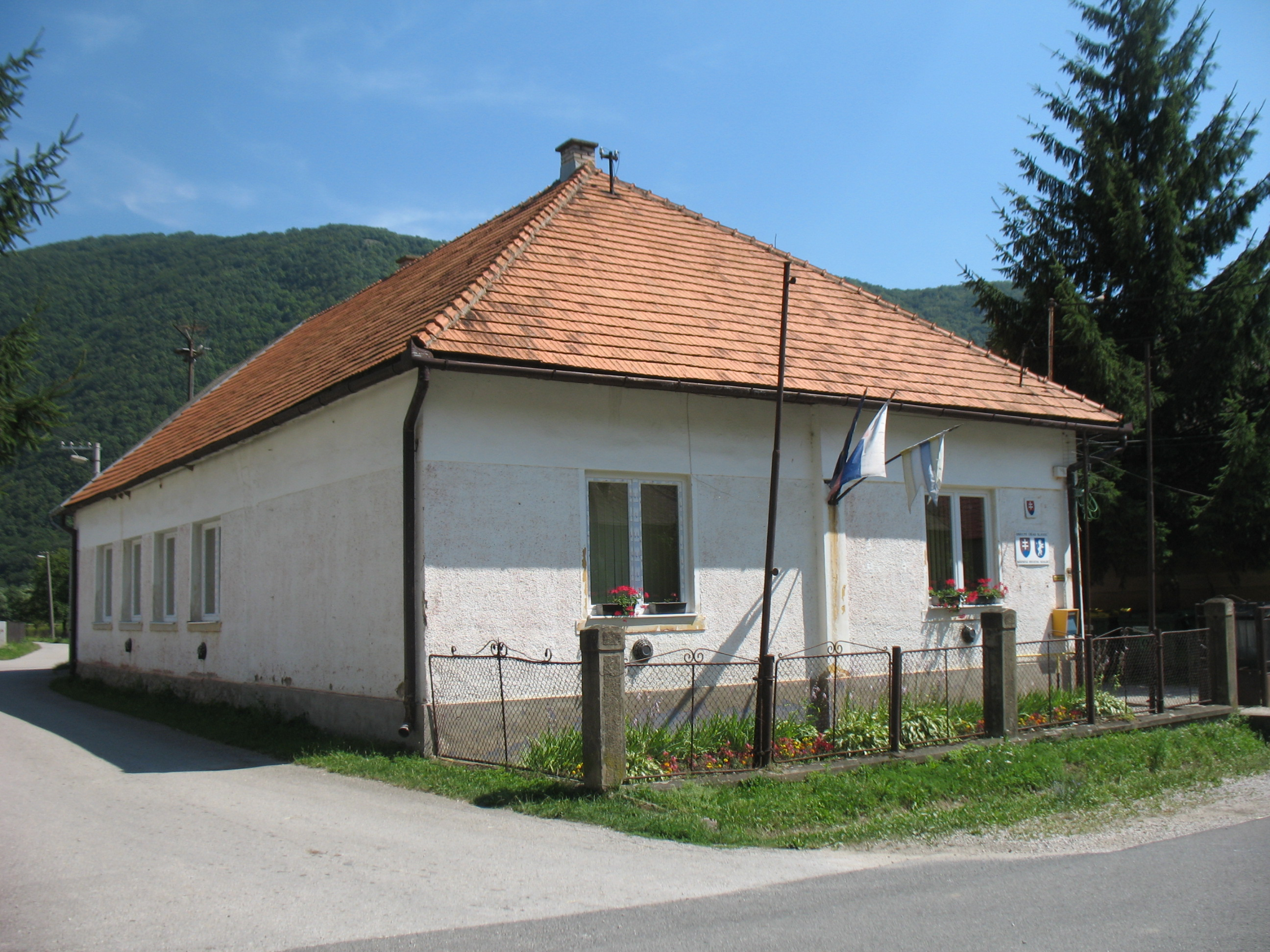
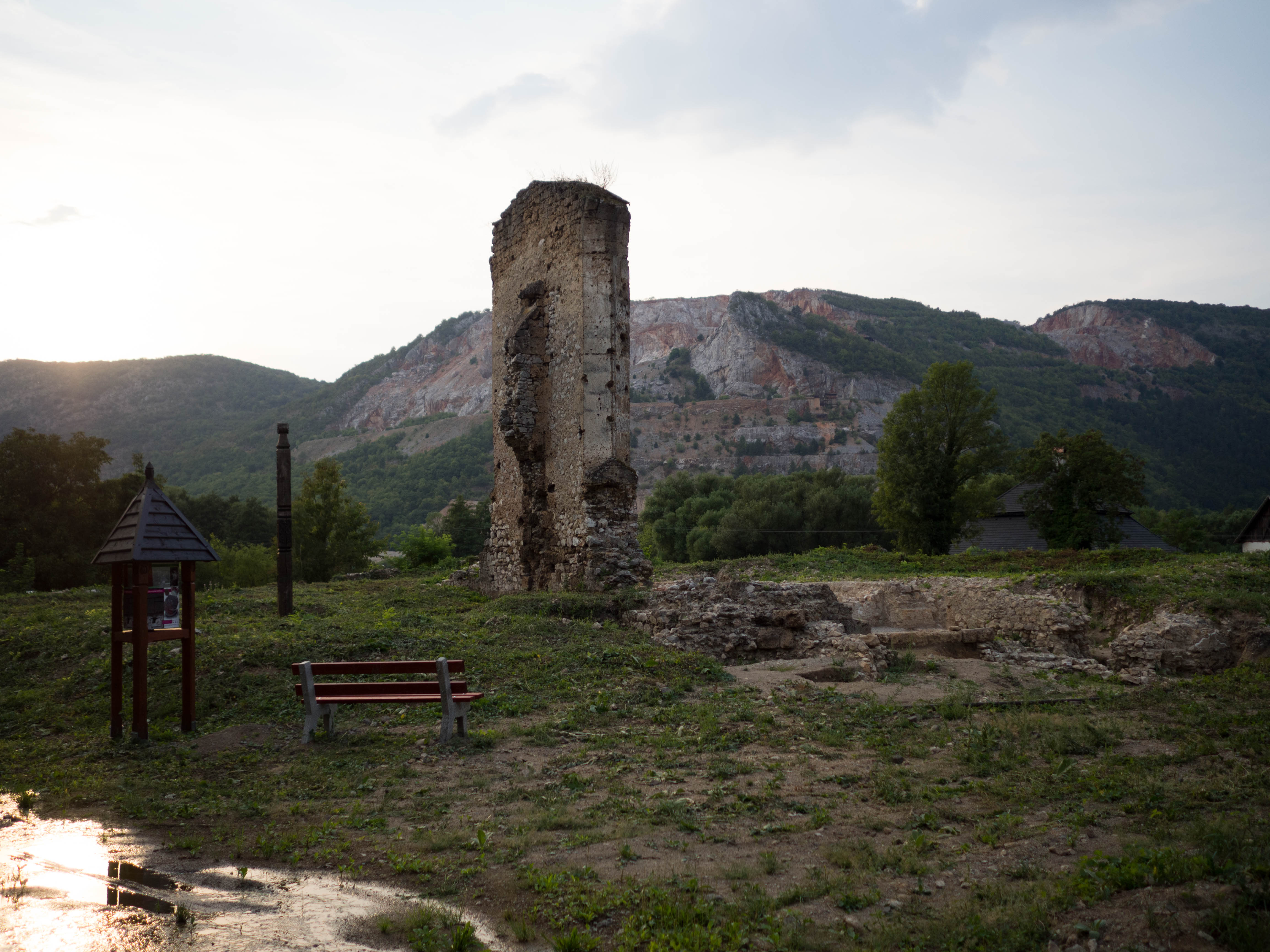
A kolostor romjai

- Evangélikus temploma a 15. században épült gótikus stílusban, 1801-ben átépítették. Erődfala 16. századi.
- A gombaszögi pálos kolostor romjai, melynek feltárása 2018-ban kezdődött el.[8]
- Vígtelke evangélikus temploma 1785-ben épült, tornyát 1800-ban építették.
- Az 1525 m hosszú Gombaszögi-barlang, bejárata a Szilicei-fennsík nyugati lábánál, 250 m magasságban található. Helyenként 3 m hosszú cseppkövekkel.
- A 19. század elején épített felsőhutai vaskohó maradványai.

## Testvérvárosok
Dunavarsány, Magyarország, 2002 óta